# Ratpenat d'orelles rodones de D'Orbigny
El ratpenat d'orelles rodones de D'Orbigny (Lophostoma silvicolum) és una espècie de ratpenat de la família dels fil·lostòmids. Viu a Bolívia, el Brasil, Colòmbia, Costa Rica, l'Equador, El Salvador, la Guaiana Francesa, Guaiana, Hondures, Nicaragua, Panamà, el Paraguai, el Perú, Surinam i Veneçuela. El seu hàbitat natural són els boscos profunds i les zones properes als termiters. No hi ha cap amenaça significativa per a la supervivència d'aquesta espècie, tot i que està afectada per la desforestació.